# Pharaphodius sundaicus
Pharaphodius sundaicus är en skalbaggsart som beskrevs av Vladimir Balthasar 1946. Pharaphodius sundaicus ingår i släktet Pharaphodius och familjen Aphodiidae. Inga underarter finns listade i Catalogue of Life.